# Metastatia pyrrhorhoea
Metastatia pyrrhorhoea là một loài bướm đêm thuộc phân họ Arctiinae, họ Erebidae.